# جنیفر فرین
جنیفر فرین (انگلیسی: Jennifer Ferrin؛ زادهٔ ۲۵ فوریهٔ ۱۹۷۹) یک هنرپیشه اهل ایالات متحده آمریکا است. وی از سال ۲۰۰۲ میلادی تاکنون مشغول فعالیت بوده‌است.